# A Crimson Cosmos
A Crimson Cosmos — третий студийный альбом шведской метал-группы Lake of Tears. Запись и сведение диска проходили в январе 1997 года в стокгольмской студии Soundtrade Studios, выход состоялся в том же месяце. Изданием альбома, как и всех предыдущих работ группы, занимался лейбл Black Mark Productions.
Автором всех песен из A Crimson Cosmos является Даниель Бреннар, хотя партии лид-гитары для первой, пятой, шестой, седьмой и девятой песен написаны Магнусом Сальгреном. Работая над этим диском, группа сотрудничала с инженером Ронню Лахти, ставшим сопродюсером записи. Оформлением альбома занимался шведский художник и музыкант Кристиан Вохлин, ранее уже сотрудничавший с Lake of Tears во время работы над их первыми двумя альбомами: Greater Art и Headstones.

## Стиль и содержание
Альбом A Crimson Cosmos продемонстрировал более лёгкое и мягкое звучание по сравнению с двумя первыми студийными работами Lake of Tears. Стилистически группа отошла на этом диске от дум-метала в сторону готики; в звучании также проявилось влияние Pink Floyd. В песне «Lady Rosenred» группа впервые решила использовать женский вокал.
Песня «Raistlin and the Rose» написана под влиянием книжного цикла Dragonlance. Вдохновением для неё послужил популярный у поклонников книг сюжет о несчастной любви персонажей Рейстлина и Крисании. Благодаря «Raistlin and the Rose» Lake of Tears стала первой группой, у которой появилась песня, навеянная циклом Dragonlance.

## Критика
Музыкальные издания и критики тепло приняли третью студийную работу Lake of Tears. Так немецкий журнал Rock Hard выбрал A Crimson Cosmos альбомом месяца, а онлайн-издание Metal Storm оценило диск в девять баллов из десяти возможных. В то же время Джейсон Андерсон из AllMusic поставил альбому три звезды из пяти. И в Metal Storm, и в AllMusic подчёркивают развитие группы по сравнению с их более ранними работами. Андерсон, отмечая «бесцельность» дебютного альбома группы, сказал про A Crimson Cosmos, что «…этот релиз 1997 года демонстрирует начало новой музыкальной главы для Lake of Tears, пока несовершенной, но показывающей настоящее улучшение». Рецензент из Metal Storm называет альбом движением к зрелости и выходом группы за рамки дум-метала в область готики.
Особой похвалы от Metal Storm удостоились названные «поразительными» три завершающие альбом композиции «Lady Rosenred», «Raistlin and the Rose» и «Crimson Cosmos»; в песне «Boogie Bubble», которая открывает диск, рецензент замечает коммерческую составляющую, отзываясь о ней, как о хорошей и «вполне пригодной для прослушивания». Джейсон Андерсон отмечает треки «Raistlin and the Rose» и «Cosmic Weed», называя их удовлетворительными, а «странные» «Lady Rosenred» и «Devil’s Diner», по его мнению, «почти что слишком далеко заходят».

## Выступления
После выхода A Crimson Cosmos группа провела три тура. Первый из них проходил совместно с норвежской группой Theatre of Tragedy и португальской Heavenwood. В рамках второго тура состоялось выступление на фестивале Wacken Open Air, а также концерт в Кёльне с группами Tank, Raven, HammerFall и Virgin Steele. Третьим туром стало выступление на фестивале Out of the Dark, прошедшем осенью 1997 года в Германии, Австрии, Швейцарии, Италии, Франции, Бельгии и Нидерландах. Помимо Lake of Tears в фестивале принимали участие Crematory, Therion, Dark и Graveworm. По завершении Out of the Dark из группы по ряду личных причин ушёл гитарист Ульрик Линдблум, который изначально присоединился к коллективу уже после окончания записи A Crimson Cosmos.

## Список композиций
Все песни написаны Даниелем Бреннаром, кроме партий лид-гитары для первой, пятой, шестой, седьмой и девятой песен, которые сочинил Магнус Сальгрен.
| №                   | Название                       | Длительность |
| ------------------- | ------------------------------ | ------------ |
| 1.                  | «Boogie Bubble»                | 4:51         |
| 2.                  | «Cosmic Weed»                  | 3:51         |
| 3.                  | «When My Sun Comes Down»       | 4:59         |
| 4.                  | «Devil’s Diner»                | 3:43         |
| 5.                  | «The Four Strings of Mourning» | 5:40         |
| 6.                  | «To Die Is To Wake»            | 3:48         |
| 7.                  | «Lady Rosenred»                | 2:34         |
| 8.                  | «Raistlin And The Rose»        | 5:23         |
| 9.                  | «Crimson Cosmos»               | 4:54         |
| Общая длительность: | Общая длительность:            | 39:43        |

## Участники записи
| Lake of Tears - Даниель Бреннар (швед. Daniel Brennare) — вокал, гитара - Микаэль Ларсон (швед. Mikael Larsson) — бас - Юхан Оудхьюс (швед. Johan Oudhuis) — ударные                                                                       | |
| Приглашённые музыканты - Пелле Хогбринг (швед. Pelle Hogbring) — клавишные - Ронню Лахти (швед. Ronny Lahti) — клавишные, гитара - Магнус Сальгрен (швед. Magnus Sahlgren) — лид-гитара - Ени Теблер (швед. Jennie Tebler) — женский вокал | Технический персонал и оформление - Ронню Лахти — инженер, продюсер - Магнус Сальгрен — инженер, сопродюсер - Петер ин де Бету (швед. Peter in de Betou) — мастеринг - Бёрье Форсберг (швед. Börje Forsberg) — продюсер - Кристиан Вохлин (швед. Kristian Wåhlin) — оформление |